# استل کلارک
استل کلارک (لهستانی: Estelle Clark؛ ‏ ۷ مهٔ ۱۸۹۸ – ۳ دسامبر ۱۹۸۲) بازیگر اهل لهستانی-آمریکایی بود که مابین دهه‌های ۱۹۲۰ تا ۱۹۳۰ میلادی فعال بود.
از فیلم‌هایی که وی در آن‌ها نقش داشته است، می‌توان به مردم عادی و بیوه سرمست اشاره نمود.